# 恰卜恰镇
恰卜恰镇，是中华人民共和国青海省海南藏族自治州共和县下辖的一个乡镇级行政单位。也是海南藏族自治州的治所，地处恰卜恰河谷上部沿岸，年平均气温3.4℃，平均年降水量321.4毫米，平均海拔2800米。2010年总人口46,907人。
有214国道经过。

## 词源
“恰卜恰”（ཆབ་ཆ་གྲོང་རྡལ།）为藏语的音译，其中“恰”指河流，意为“双河”。《安多政教史》载，“恰卜恰”又作“恰卜察”，本意为“河流流域有温泉”，这也符合共和县恰卜恰河下游多温泉的地理特征。恰卜恰镇便因位于恰卜恰河谷上部沿岸而得名。

## 行政区划
恰卜恰镇下辖以下地区：
城中社区、城西社区、城北社区、城东社区、金安社区、城南社区、工业园社区、次汗素村、东香卡村、西台村、尕寺村、下塔迈村、索吉亥村、西香卡村、上塔迈村、加拉村、乙浪堂村、上梅村、索尔加村、东巴村、加隆台村和下梅村。